# NATO-Stützpunkte in Italien
Liste der ehemaligen und derzeitigen NATO-Stützpunkte in Italien, geordnet nach Regionen, von Norden nach Süden. Fast alle nachstehenden Einrichtungen werden oder wurden von den US-Streitkräften betrieben, in vielen Fällen auch in Zusammenarbeit mit dem italienischen Militär. Manche Einrichtungen werden nur mehr noch von Italien betrieben, sind aber als NATO-Stützpunkte klassifiziert.

## Piemont
- Cameri: NATO-Militärflugplatz, trinationale Tornado-Logistik
- Candelo-Masazza (Vercelli): US-Ausbildungseinrichtungen

## Ligurien
- San Bartolomeo, (La Spezia): NATO Undersea Research Centre
- Finale Ligure: Fernmeldeeinrichtungen der US Army

## Lombardei
- Solbiate Olona (VA): NATO Rapid Deployable Corps – Italy
- Ghedi: Atomwaffenlager
- Montichiari (BS): NATO-Flugplatz (aufgelöst)
- Remondo (PV): Stützpunkt der US Army
- Castiglione delle Stiviere: Fernmeldeeinrichtung
- Cavriana (MN): Fernmeldeeinrichtung

ACE High Network – Die ACE High Station wurde am 10. Dezember 1995 abgeschaltet.
Name der Station: ACE High Station Cavriana – NATO Code IMBZ.
Position der Station: 45°21'01.57"N 10°36'59.96"E
Transmitter-Verbindungen: westliche Transmitter-Scatter-Verbindung zu der ACE High Station Livorno – NATO Code IMXZ. Nördliche Transmitter-LOS-Verbindung zu der ACE High Station Dosso dei Galli – NATO Code IDGZ und von dort weiter zu der deutschen ACE High Station (Deutsche Richtfunkstation) Feldberg – NATO Code AFEZ. Weitere nördliche Verbindung zu der Station Monte Maddalena, bei Brescia.
Sonstiges: Die Station Cavriana als solche, besteht von der Substanz noch, und ist der Öffentlichkeit zugänglich ,
Stand November 2009
- Sorico (CO): Fernmeldeanlagen der NSA

## Venetien
- Verona: NATO-Kommando LANDSOUTH (aufgelöst), US-Fernmeldeeinrichtungen
Name der Installation: Palazzo Carli in Verona – Via Roma
- Vicenza, Camp Ederle (VC): SETAF, 559th Field Artillery Group, 173rd Airborne Brigade, Fernmeldeeinrichtungen
- Vicenza: 5. ATAF (aufgelöst, später CAOC 5 in Poggio Renatico), Materialdepot
- Longare (VC): Atomwaffenlager (Site Pluto)
- Tormeno (VC): Waffenlager
- Chiarano (TV): Atomwaffenlager (Site Aldebaran)
- Codognè (TV): Atomwaffenlager (Site Algol)
- Fossalta di Portogruaro (VE): Atomwaffenlager (Site Castor)
- Ciano (TV): Fernmelde- und Radaranlagen
- Affi (VR): West Star (Gefechtsstand von Landsouth und 5ATAF), Fernmeldeeinrichtungen

ACE High Network – Die ACE High Station wurde am 30. Dezember 1995 abgeschaltet.

Name der Station : ACE High Station Verona Tail – NATO Code IVTZ.

Position der Station: 45°33'25.05"N 010°46'11.08"E (Position Eingang Alfa)

Transmitter–Verbindungen: südwestliche Transmitter-LOS-Verbindung zu der ACE High Station Cavriana – NATO Code IMBZ.

Sonstiges: Die ACE High Station befindet sich in dem West Star Bunker mit den dazugehörenden Kommunikations-Bunker – Bezeichnung Bunker San Michele und Bunker Monte Moscal.
- Lunghezzano (VR): US-Radar-Anlagen
- Erbezzo (VR): Fernmeldeanlagen der NSA
- Boscomantico, Verona: Fernmeldeanlagen
- Conselve (PD): Fernmeldeanlagen
- Ceggia (VE): Fernmeldeanlagen
- Lame di Concordia (VE): Fernmeldeeinrichtung

ACE High Network – Die ACE High Station wurde am 30. November 1995 abgeschaltet.

Name der Station: ACE High Station Lame di Concordia – NATO Code ICEZ.

Position der Station : 43°44'55.81"N – 12°52.08.44"E, Höhe 30 Meter ü. d. M., östlich von Concordia Sagittaria gelegen.

Transmitter-Verbindungen: nördliche Transmitter-LOS-Verbindung zu der ACE High Station Aviano – NATO Code IAVZ. Westliche Transmitter-Scatter-Verbindung zu der ACE High Station – Cavriana NATO Code IMBZ.
- Dosso dei Galli (BS): Fernmeldeeinrichtung ACE High Network. (Das ACE High Network System wurde am 15. November abgeschaltet).

Name der Station: ACE High Station Dosso dei Galli – NATO Code IDGZ.
Position der Station: 45°51'17.53"N – 45°22'31.11"E, Höhe 2196 Meter ü. d. M., an der Straße No 345 am Passo Dosso dei Galli, zwischen Collio und dem Passo Croce Domini gelegen.
Transmitter-Verbindungen: Nördliche Transmitter – Troposcatter–Verbindung zu der deutschen ACE High Station Feldberg – NATO Code AFEZ. Südliche Transmitter-LOS-Verbindung zu der ACE High Station Cavriana – NATO Code IMBZ.
Sonstiges: Die Station Dosso dei Galli wurde von 1969 bis Dezember 1995 im Auftrage der NATO, durch das italienische Militär betrieben. Die Station als solche, besteht von der Substanz noch und ist der Öffentlichkeit zugänglich (Stand November 2009).

## Trentino-Südtirol
- Natz-Schabs: Atomwaffendepot (Site Rigel)
- Hühnerspiel (BZ): Fernmeldeanlagen
- Monte Paganella (TN): Fernmeldeanlagen

## Friaul-Julisch Venetien
- Aviano Air Base: US Air Force (31st Fighter Wing), Atomwaffenlager
- Aviano: Fernmeldeeinrichtung, ACE High Network – Die ACE High Station wurde am 30. November 1995 abgeschaltet.

Name der Station: ACE High Station Lame Tail Aviano – NATO Code IAVZ. Position der Station : 46°01'40.90"N – 12°36'08.71"E, nördlich von Roveredo in Piano gelegen.
Transmitter-Verbindungen: Südliche Transmitter-Scatter-Verbindung zu der ACE High Station Lame di Concordia NATO Code – ICEZ.
- Maniago: Luft-Boden-Schießplatz
- Roveredo in Piano: Waffenlager
- San Bernardo: Waffenlager

## Emilia-Romagna
- Poggio Renatico (FE): NATO Combined Air Operations Centre 5
- Rimini: US-Logistikeinheit für Atomwaffen (aufgelöst)
- Pisignano (RA): Atomwaffenlager (aufgelöst)
- Parma: NATO-Waffenlager
- Monte Cimone (MO): Fernmeldeanlagen
- Bologna: Fernmeldeeinrichtungen des US State Department

## Marken
- Ancona: Logistik-Stützpunkt bei Marina di Montemarciano und Chiaravalle
- Monte Conero (AN): Abhör- und Radaranlagen
- Potenza Picena (MC): Radaranlagen

## Toskana
- Camp Darby (PI): US-Logistikbasis für den Mittelmeerraum, den Nahen- und Mittleren Osten.
- Flughafen Pisa: Lufttransportstützpunkt
- Livorno: US-Marinelogistikstützpunkt
- Coltano (PI): Waffenlager, Fernmeldezentrum der NSA
- Livorno: Fernmeldeeinrichtung

ACE High Network – Die ACE High Station wurde am 30. September 1995 abgeschaltet.
Name der Station: ACE High Station Livorno – NATO Code IMXZ.
Position der Station: 44°19'17.82"N – 10°07'30.06"E, nördlich von Comano, auf dem Monte Giogo gelegen.
Transmitter-Verbindungen: Nördliche Transmitter-Scatter–Verbindung zu der französischen ACE High Station Nice – NATO Code FNIZ. Südliche Transmitter-Scatter–Verbindung zu der italienischen ACE High Station Rome – NATO Code ITLZ.
Östliche Transmitter-Scatter–Verbindung zu der ACE High Station Cavriana – NATO Code IMBZ, von dort nördlich weiter über die ACE High Station Dosso dei Galli – NATO Code IDGZ – zu der ACE High Station (Deutsche Richtfunkstation) Feldberg – NATO Code AFEZ.
Sonstiges: Die Station Livorno als solche besteht von der Substanz noch und wird von dem A.R.I – Gruppo Microonde Scatter Monte de Giogo – verwaltet.

## Latium
- Rom: NATO-Dienststellen, NATO Defense College
- Gaeta: US Navy, Hauptquartier 6. Flotte
- Casale delle Palme (LT): NATO-Fernmeldeschule
- Rocca di Papa (RM): Fernmeldeeinrichtungen (auch Monte Cavo, unterirdische Anlagen)
- Allumiere: Fernmeldeeinrichtung

ACE High Network – Die ACE High Station wurde am 30. November 1995 abgeschaltet.
Name der Station: Rome – NATO Code ITLZ. Position der Station: 42°09'02.30" N – 11°54'32.10" E , 616 Meter ü. d. M., nördlich von Allumiere auf dem Monte Le Grazie gelegen.
Transmitter-Verbindungen: Nördliche Transmitter-Scatter–Verbindung zu der ACE High Station Livorno – NATO Code IMXZ. Südliche Transmitter-Scatter–Verbindung zu der ACE High Station Neaples – NATO Code IICZ.
Sonstiges:Die Station Rome als solche besteht von der Substanz noch und wird von dem A.R.I – Gruppo Microonde Scatter Civitavecchia – verwaltet.

## Kampanien
- Neapel: HQ Allied Joint Force Command Naples, HQ United States Naval Forces Europe, Flottenbasis der 6. US-Flotte
- Flughafen Neapel: US Navy
- Bagnoli: NATO-Kommando JFC (ehem. AFSOUTH), US Navy
- Nisida: NATO-Flottenkommando CC-Mar
- Mondragone: (CE): unterirdisches NATO-Führungszentrum (Proto (Bunker))
- Monte Camaldoli (NA): Fernmeldeanlagen
- Ischia: Fernmeldeeinrichtung

ACE High Network – Die ACE High Station wurde am 30. November 1995 abgeschaltet.
Name der Station: ACE High Station Neaples – NATO Code IICZ. Position der Station: 40°43'51.33" N – 13°54'07.30" E, bei Fontana auf der Insel Ischia gelegen.
Transmitter-Verbindungen: Nördliche Transmitter-Scatter–Verbindung zu der ACE High Station Rome – NATO Code ITLZ. Südlicher Transmitter-Scatter–Verbindung zu der ACE High Station Catanzaro – Monte Mancuso – NATO Code IMMZ. Östliche Transmitter-LOS-Verbindung zu der ACE High Station Monte Nardello – NATO Code IMNZ.
- Giugliano in Campania: Fernmeldeanlagen –

Sonstiges: Die Station wird weiterhin militärisch genutzt, Stand November 2009
- Monte Vergine (AV): Fernmeldeanlagen

## Basilikata
- Cirigliano (MT): Führungseinrichtungen der US Navy
- Pietraficcata (MT): Fernmeldeanlagen
- Pomarico (MT): Fernmeldezentrum

## Apulien
- Gioia del Colle: Militärflugplatz, Atomwaffenlager, Raketenstartplatz Jupiter
- Grottaglie: Forward Logistic Site
- Brindisi: Logistikzentrum
- San Vito dei Normanni (BR): Fernmelde- und Abhöranlagen (auch NSA)
- Tarent: Material- und Waffenlager
- Martina Franca: Fernmelde- und Radaranlagen

## Kalabrien
- Crotone: Fernmeldeanlagen
- Monte Mancuso (CZ): Fernmeldeeinrichtung

ACE High Network – Die ACE High Station wurde am 15. November 1995 abgeschaltet.
Name der Station: ACE High Station Catanzaro – NATO Code IMMZ.
Transmitter-Verbindungen: Südliche Transmitter-Scatter–Verbindung zu der ACE High Station Monte Lauro auf Sizilien – NATO Code ICZZ. Östliche Transmitter-Scatter–Verbindung zu der griechischen ACE High Station Kephallina – NATO Code GKFZ.
Sonstiges: Die Station IMMZ als solche besteht noch und wird zeitweise militärisch genutzt.
- Sellia Marina (CZ): Fernmeldeanlagen

- Monte Nardello (RC): Fernmelde- und Radaranlagen

ACE High Network – Die ACE High Station wurde am 15. November 1995 abgeschaltet.
Name der Station: ACE High Station Monte Nardello – NATO Code IMNZ.

## Sizilien
- Sigonella: Air Base und Logistikstützpunkt (US Navy u. US Air Force)
- Trapani: NATO-AWACS-Stützpunkt
- Comiso: Cruise-Missile-Basis (ab 1991 aufgelöst)
- Motta S. Anastasia (CT): Fernmeldeanlagen
- Caltagirone (CT): Fernmeldeanlagen
- Monte Lauro (SR) Fernmeldeeinrichtung

ACE High Network – Die ACE High Station wurde am 30. November 1995 abgeschaltet.
Name der Station: ACE High Station Monte Lauro – NATO Code ICZZ. Position der Station: 37°06'51.85" N – 14°51'19.29" E, südlich von Buccherie auf dem Monte Lauro gelegen.
Transmitter-Verbindungen: Südliche Transmitter-LOS-Verbindung zu der ACE High Station Malta. Nördliche Transmitter-Scatter–Verbindung zu der ACE High Station Catanzaro – Monte Mancuso – NATO Code IMMZ.
Sonstiges: Die Station ICZZ als solche besteht noch und wird militärisch genutzt.
- Marina di Marza (RG): Fernmeldeanlagen
- Centuripe (EN): Fernmeldeanlagen
- Niscemi (CL): Fernmeldeanlagen (NavComTelSta, US Navy)
- Pantelleria: Fernmeldeanlagen
- Lampedusa: Fernmelde- und Abhöranlagen (NSA)
- Isola delle Femmine: (PA): Munitionsdepot
- Augusta: Material- und Waffenlager

## Sardinien
- Decimomannu: NATO-Militärflugplatz (AWTI; Dt. Luftwaffe: TaktAusbKdoLw IT)
- Capo Frasca (OR): NATO-Luft-Boden-Schießplatz
- Salto di Quirra: Raketenschießplatz
- Capo Teulada: Truppenübungsplatz
- La Maddalena: Atom-U-Boot-Basis (aufgelöst)
- Tavolara: Längstwellensender ICV
- Tempio Pausania: Telekommunikationszentrum
- Monte Limbara (SS): Material- und Waffenlager
- Sinis di Cabras (OR): NSA-Datenverarbeitungszentrum
- Torre Grande di Oristano: NSA-Stützpunkt
- Monte Urpino (CA): Munitionsdepot

### NATO
- NATO Joint Force Command Naples (englisch)
- JFC Naples/CC Mar Flottenkommando Neapel (englisch)
- NATO Rapid Deployable Corps – Italy (englisch)
- NATO Defence College (englisch)

### US Army
- Southern European Task Force (Airborne) – SETAF. Archiviert vom Original am 14. September 2008; abgerufen am 8. März 2018 (englisch).
- 173rd Airborne Brigade. Archiviert vom Original am 24. Juni 2007; abgerufen am 8. März 2018 (englisch).
- Camp Darby (Pisa/Livorno)

### US Navy
- US Naval Forces Europe/US 6th Fleet. Archiviert vom Original am 6. Dezember 2006; abgerufen am 18. März 2018.
- US Naval Support Activity Naples. Archiviert vom Original am 6. Dezember 2006; abgerufen am 18. März 2018.
- US Naval Support Activity La Maddalena. Archiviert vom Original am 7. Dezember 2006; abgerufen am 18. März 2018.
- Sigonella Naval Air Station. Archiviert vom Original am 28. November 2006; abgerufen am 18. März 2018.

### US Air Force
- 16th US Air Force, Aviano, Italy
- 31st Fighter Wing, Aviano

### Bundeswehr
- Taktisches Ausbildungskommando der Luftwaffe in Italien, Decimomannu Air Base